# Dayton (Virginie)
Pour les articles homonymes, voir Dayton.
Dayton est une ville des États-Unis située dans l’État de Virginie, dans le comté de Rockingham.
En 2009, sa population était de 1 360 hab.

## Source
- (en) Cet article est partiellement ou en totalité issu de l’article de Wikipédia en anglais intitulé « Dayton, Virginia » (voir la liste des auteurs).

.